# Mackenziella psocoides
Mackenziella psocoides is een springstaartensoort uit de familie van de Mackenziellidae. De wetenschappelijke naam van de soort is voor het eerst geldig gepubliceerd in 1953 door Hammer.